# Пневматическая артиллерия

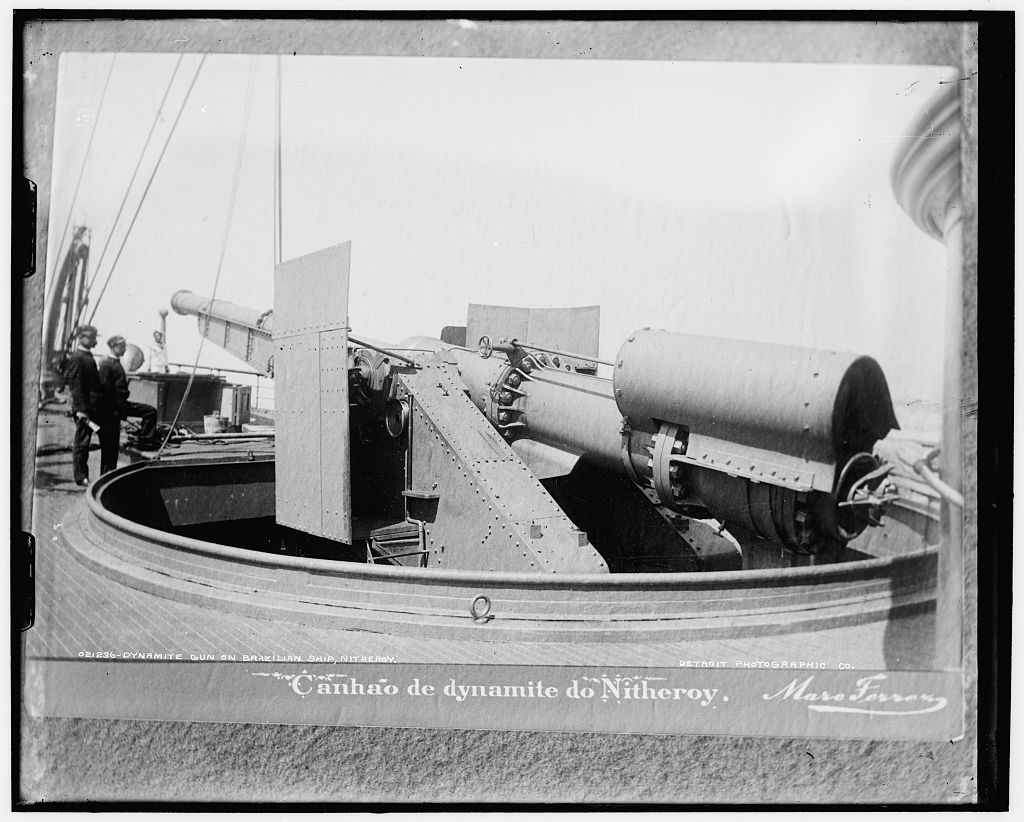
Морское 10,5-дюймовое (267 мм) пневматическое орудие бразильского вспомогательного крейсера Nictheroy

Пневматическая артиллерия, Пневматические или воздухострельные пушки — артиллерийская система (изделие) в которой выстрел производится посредством пневматики, впуска сжатого воздуха для метания снаряда, в ствол орудия, из воздушных аккумуляторов (резервуаров), расположенных под или рядом с орудием.
Пневматическая артиллерия пережила короткую вспышку популярности сразу после изобретения во второй половине XIX века первых мощных взрывчатых веществ, которые не могли быть применены в снарядах обычной пороховой артиллерии, так как имели слишком высокую чувствительность, либо при контакте с металлом во время хранения снаряда образовывали особо чувствительные соединения и при выстреле могли самопроизвольно детонировать прямо в канале ствола. В таких условиях оказалась весьма привлекательна возможность пневматического оружия плавно регулировать нарастание давления, исключая резкий толчок при выстреле. Большие проблемы стал доставлять в эти годы артиллеристам и сам использовавшийся для метания снарядов порох, когда с целью получения более высоких характеристик орудий проверенный веками чёрный порох стали заменять на новые медленногорящие сорта — бурый и шоколадный. Новые пороха оказались крайне чувствительны к условиям хранения, инциденты с их самовоспламенением или даже самопроизвольной детонацией не были редкостью, что ставило безопасность обращения с огнестрельной артиллерией под вопрос, в особенности на флоте, где обеспечить приемлемые условия хранения боеприпасов во время длительного плавания было весьма непросто. В сумме эти обстоятельства делали поиски альтернативного способа метания снарядов весьма привлекательными.

## История

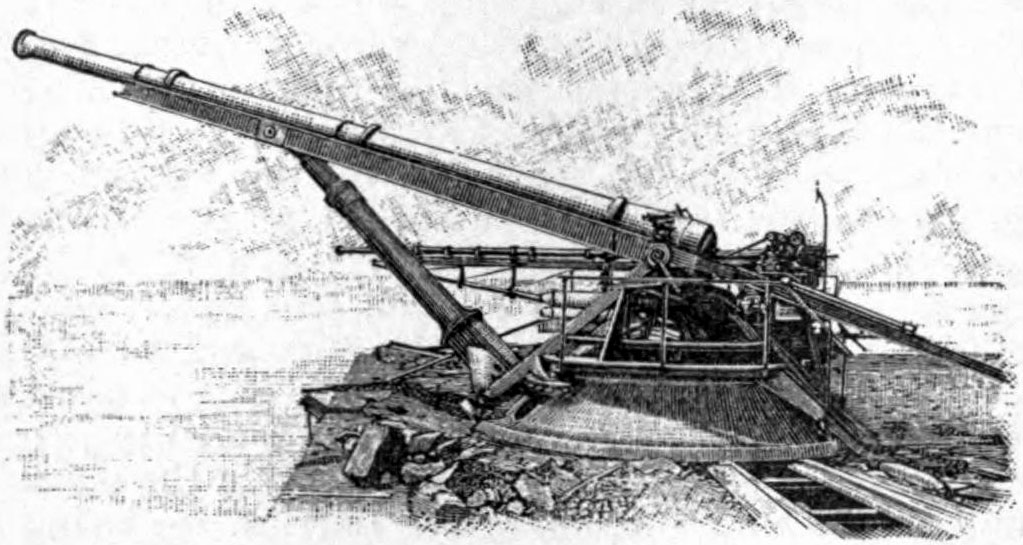
Изображение двух наиболее ранних экспериментальных пневматических орудий

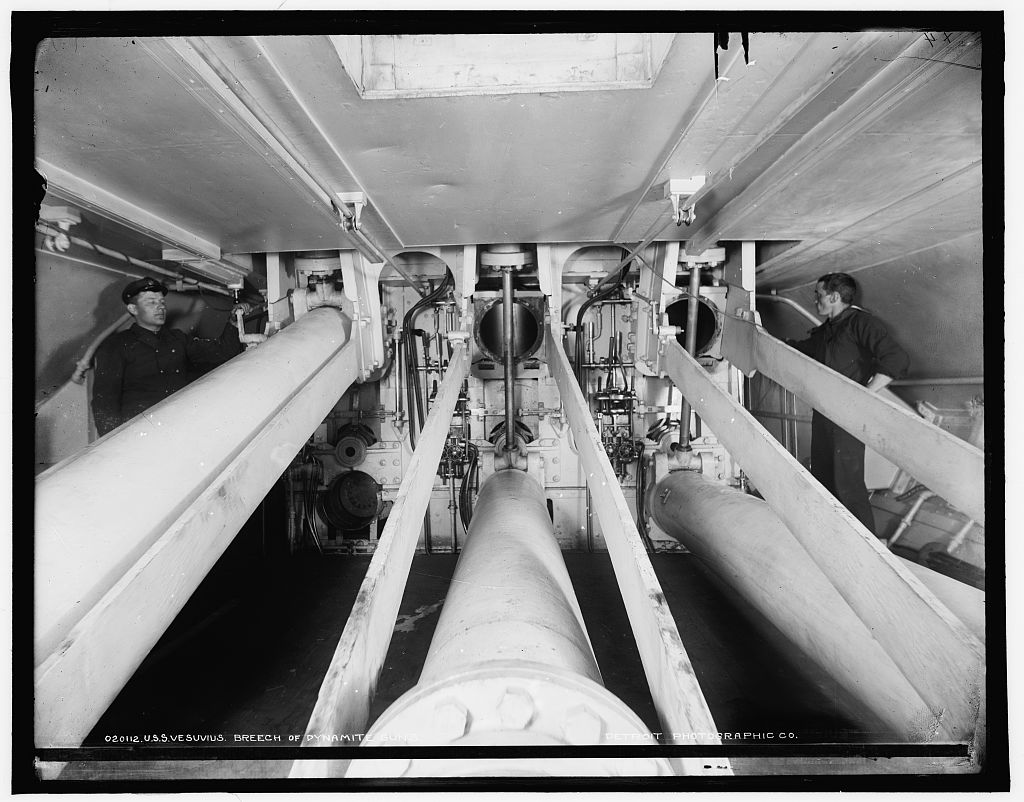
«Динамитный крейсер» USS Vesuvius, вид на механизмы заряжания носовых пневматических орудий. Заряжание было полностью механизировано, что для столь небольшого корабля было по тем временам уникально. Тем не менее, неподвижное расположение орудий в корпусе корабля и его низкие мореходные качества перечёркивали все заложенные в его конструкцию оригинальные технические решения.

Наибольшего успеха добились североамериканцы, начавшие работы в этом направлении ещё в годы Гражданской войны, а в 1880-х годах испытавшие и принявшие на вооружение флота и береговых батарей гладкоствольные пневматические орудия калибром 8 (в ряде источников указана цифра 8,5), 10,5 (судя по всему, было унифицировано с более ранним 15-дюймовым, но вело огонь подкалиберными снарядами с отделяющимися поддонами) и 15 дюймов. В оригинале это оружие именовалось dynamite torpedo gun — «орудие для стрельбы динамитными минами» или aerial torpedo gun — «орудие для стрельбы воздушными торпедами». Оно вело огонь продолговатыми оперёнными фугасными снарядами, часто описываемыми как «внешне напоминающие ракеты», которые содержали до 100 кг взрывчатого вещества — влажного пироксилина. Изначальным автором конструкции пневматического орудия был отставной артиллерийский офицер, основатель Pneumatic Gun Company Эдмунд Залински (Жалиньский; англ. Edmund Louis Gray Zalinski), однако впоследствии инженеры североамериканского военно-морского ведомства подошли к его конструкции весьма творчески, в конечном итоге по сути спроектировав все основные узлы заново, причём в ходе разработки было применено немало оригинальных и передовых для своего времени технических решений.
Больше всего информации сохранилось о 15-дюймовом пневматическом орудии, три экземпляра которого были установлены на построенном специально для экспериментов с пневматической артиллерией крейсере североамериканского флота USS Vesuvius. Начальная скорость его снаряда достигала 250 м/с, предельная дальность стрельбы — 4,5…5 километров (по современным расчётам — скорее всего не более 3 км; впрочем, и то, и то вполне укладывалось в представления теоретиков конца XIX века о дальности стрельбы в эскадренном сражении, которая ожидалась никак не более 20 кабельтовых, или 3700 м). При этом прямого попадания по вражескому кораблю не требовалось — помимо обычного контактного взрывателя, снаряды были снабжены также электрохимическим, который срабатывал с небольшой задержкой после попадания головной части снаряда в воду, поражая уязвимую подводную часть корпуса вражеского корабля. Таким образом, хотя по дальнобойности пневматическая артиллерия и уступала современной ей огнестрельной, её мощные разрывные снаряды, способные эффективно поражать цель даже при близком промахе, в теории могли с успехом применяться на дистанции, на которой снаряды огнестрельной артиллерии уже не были бы действены из-за критически низкого числа прямых попаданий.
Траектория полёта снаряда была навесной, а время подлёта к цели достигало 12 секунд, что не способствовало точности стрельбы, поэтому изначально пневматические орудия рассматривали главным образом в качестве своеобразной альтернативы тогдашним торпедам, также не отличавшимся ни большой дальностью, ни высокой точностью. Предполагалось использовать «динамитные пушки» для бомбардировки вражеского побережья, обстрела кораблей, стоящих в гаванях, а в эскадренном сражении — для обстрела с большого расстояния крупных скоплений кораблей противника.
Для питания орудия использовался 140-атмосферный компрессор, приводимый в действие паровой машиной (на практике давление воздуха редко поднимали выше 70 атм по указанным ниже соображениям). Этот вариант 15-дюймового орудия устанавливался стационарно, так что наведение по азимуту осуществлялось всем корпусом корабля, а наводка по горизонту осуществлялась либо изменением количества подаваемого при выстреле воздуха, или применением снарядов различной массы. Это оказалось неудачным решением, и более поздние варианты разрабатывались уже в качестве обычных поворотных палубных установок. Орудия для береговых батарей были аналогичны по конструкции палубной установке. Предполагалась также установка подобного орудия на подводные лодки, которые должны были производить стрельбу из подводного положения — был даже построен действующий образец (подводная лодка Холланда № 8), но, по-видимому, испытания оказались малоудачными и впоследствии лодка получила обычное торпедное вооружение.

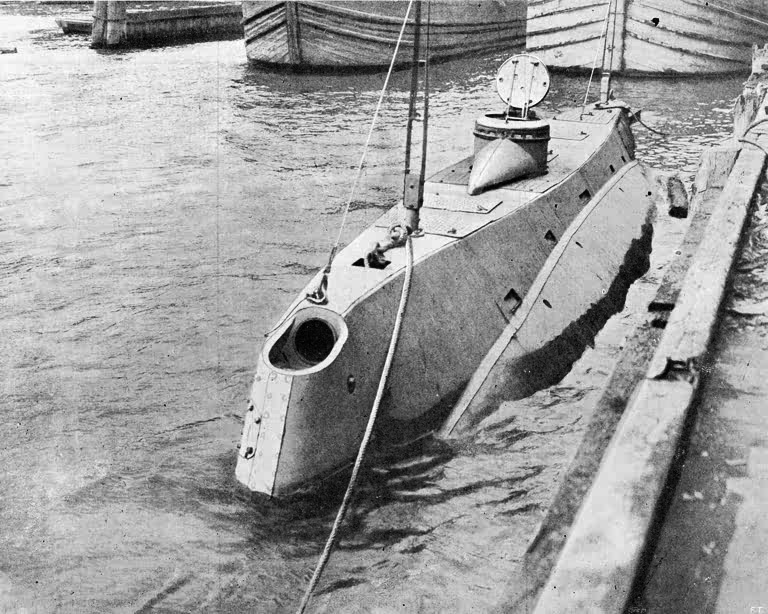
Подводная лодка Холланда. В носовой части видна шахта «динамитной пушки» со снятой крышкой-обтекателем.

Действие пневматических орудий по цели было более чем удовлетворительным, и в литературе конца XIX века они описывались как оружие исключительной разрушительной силы, способное серьёзно изменить облик войны на море. Дело в том, что огромная мощность взрыва их снарядов, недостижимая для традиционной артиллерии того времени, в теории не оставляла шансов даже броненосцам, а небольшая масса и отсутствие отдачи позволяли устанавливать пневматические орудия большой мощности на небольших кораблях или даже переоборудованных торговых судах:
Усовершенствование пневматической пушки было бы равносильно смертельному удару, нанесенному всем современным кораблям, так как трудно себе даже представить, чем их можно защищать от таких снарядов. Вследствие того что сотрясение при пневматической стрельбе весьма незначительно, такие пушки могут быть смело поставлены на коммерческие пароходы, что уже и было сделано на «Нитеройе» во время Бразильской войны— Х. Вильсон, «Броненосцы в бою».
Подобную оценку эффективности «динамитной пушки» следует, однако, считать явно завышенной. Все немногочисленные случаи применения этого оружия в боевых условиях позволили говорить о его большой внешней эффектности, но при этом — низкой эффективности. Последнее, правда, было во многом связано с неудачной конструкцией самого носителя нового оружия с его неподвижно установленными в корпусе орудиями и очень плохой маневренностью, отсутствием баллистических таблиц, качественных прицельных приспособлений и в целом очень низким уровнем обеспечения стрельбы, а также — чрезвычайно осторожной тактикой его применения: за одну бомбардировку выпускалось не более трёх снарядов с последующим спешным отходом, что при их невысокой точности не позволяло добиться удачных попаданий (при таком числе выстрелов и обычная артиллерия того времени не была способна решать сходные боевые задачи). Поражающая способность самих снарядов при этом каких-либо нареканий не вызывала — по свидетельству очевидцев в воронку, оставшуюся после попадания каждого из них, «могло поместиться два десятка лошадей». Однако, ни стоящие на рейде корабли, ни расположенные неподалёку сухопутные батареи артиллерии не получили ни малейших повреждений. Кроме того, ещё на этапе испытаний выяснилось, что работоспособность взрывателя, рассчитанного на подводный взрыв, оказалась никудышной — абсолютное большинство снарядов детонировало от удара об воду, так что от идеи использования нового оружия как более дальнобойной альтернативы торпедным аппаратам вскоре пришлось отказаться — практически реализуемой оказалась лишь роль пушки с очень мощными фугасными снарядами. Никак не отличилась и пневматическая пушка, установленная на участвовавший в бразильской гражданской войне вспомогательный крейсер (вооружённый пароход) Nictheroy: отсутствие у бразильского флота достаточного количества квалифицированных специалистов не позволило применить её в бою, так что всё дело ограничилось одним «демонстрационным» выстрелом уже после разгрома повстанцев, который лишь в очередной раз продемонстрировал разрушительную силу её снарядов, но ничего не дал с точки зрения оценки реальной боевой эффективности.
Наряду с этим, имеются сообщения о разработках аналогичных пневматических орудий в Германии и Италии.
Между тем, взрывчатые вещества в конце XIX века очень быстро совершенствовались. Появившийся в 1890-х годах бездымный порох не только оказался достаточно безопасен в обращении, но и за счёт ряда своих свойств (в первую очередь — медленного, равномерного и хорошо контролируемого за счёт формы и размеров зёрен горения) позволил совершить в развитии классической артиллерии качественный скачок. Были разработаны новые взрывчатые вещества, так что уже в русско-японскую войну японцы с большим успехом применили разработанные в Англии мощные фугасные снаряды к обычной артиллерии крупного калибра, которые, как и ожидалось, оказались весьма разрушительным оружием. Японский 12-дюймовый (305 мм) фугасный снаряд содержал около 50 кг тринитрофенола (также известен под названиями: лиддит, мелинит, шимоза, пикриновая кислота) в особой защитной оболочке из оловянной фольги, которая при контакте с тринитрофенолом не образовывала особо чувствительных химических соединений. В России также были разработаны снаряды, начинённые особым образом стабилизированным пироксилином, однако их конструкция оказалась неудачной, взрыватели были ненадёжны, а разрывной заряд — слишком слаб, что стало одной из причин Цусимской трагедии русского флота. Позднее в снарядах к морской артиллерии стали также применяться тринитротолуол и тетранитропентаэритрит.

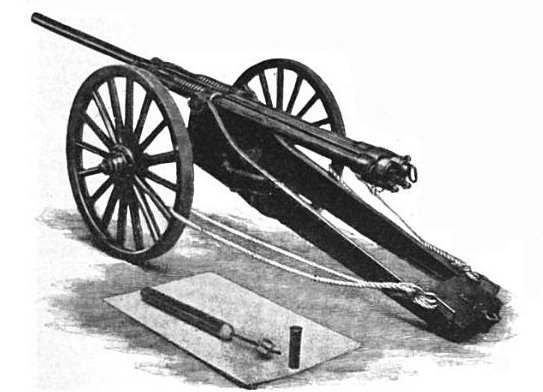
Сухопутное 2,5-дюймовое орудие, использовавшее для стрельбы пороховой газогенератор. Рядом изображены продолговатый оперённый снаряд к нему и пороховая шашка, служащая источником энергии.

Пневматическая артиллерия же не поспевала за развитием огнестрельной, и после того, как уже в начале XX века дальность стрельбы последней достигла 10 и более километров, оказалось неконкурентоспособной — установленная под Нью-Йорком береговая батарея пневматических орудий к тому времени могла быть с лёгкостью расстреляна с кораблей, находящихся далеко за границей предельной дальности её стрельбы. К этому добавились также специфические проблемы пневматической артиллерии, связанные со сравнительно низким развитием технологий на рубеже XIX и XX веков — в частности, её постоянными спутниками были утечки воздуха и ненадёжная работа многочисленных клапанных устройств (которых за весь срок эксплуатации было испытано огромное множество), а сами пневмобаллоны сильно корродировали изнутри из-за повышенной влажности сжимаемого компрессором морского воздуха, создавая опасность в эксплуатации. Впрочем, не менее важным фактором оказалось то, что из предмета национальной гордости «динамитная пушка» перешла в категорию вызывающих праведный гнев налогоплательщиков дорогостоящих неудач военно-морского ведомства, и вскоре о ней предпочли забыть. Некоторое время после этого рассматривалась возможность применения «динамитных пушек» для расчистки проходов в подводных минных полях, однако это уже была скорее попытка хоть как-то утилизировать ставшую бесполезной технологию, причём малоудачная: обычные тральщики были и дешевле, и надёжней.
В то же время, сам принцип поражения защищённого бронёй корабля подрывом большого количества взрывчатого вещества оказался вполне жизнеспособным и после появления боевой авиации был реализован в виде используемых против кораблей авиабомб, а затем и противокорабельных ракет, окончательно положивших конец эпохе броненосного флота.
Наряду с тяжёлыми корабельными и береговыми орудиями, в США было также создано полевое пневматическое орудие системы Симса и Дадли калибром 2,5 дюйма (64 мм). Главной его особенностью было использование вместо компрессора порохового газогенератора, расположенного в параллельной стволу трубе. Орудие устанавливалось на обычном для тогдашней артиллерии колёсном станке. Единственным его преимуществом перед пороховым орудием была сравнительная бесшумность, благодаря чему оно с ограниченным успехом использовалось в Испано-американской войне 1898 года для диверсионных целей, а впоследствии также вышло из употребления.

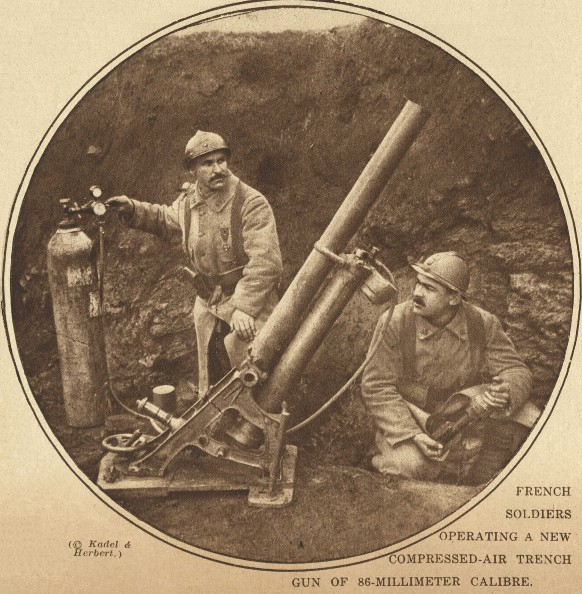
Французский пневматический миномёт, 1918 год

В Первую мировую войну французы и австрийцы широко применяли в окопной войне пневматические миномёты, которые забрасывали мину калибром до 200 мм и массой до 35 кг на дальности порядка 1 км. Питание осуществлялось либо от ручных насосов (для лёгких моделей), либо от полевой компрессорной станции или баллонов заводского снаряжения (для более мощных образцов). Причина появления такого оружия всё та же — опасения по поводу возможности самопроизвольной детонации содержащегося в сравнительно тонкостенной мине заряда взрывчатого вещества. Но и здесь воздух оказался со временем вытеснен порохом, чему во много способствовало появление в Великобритании ставшего «стандартом де-факто» миномёта Стокса — первого миномёта современного типа. Тем не менее, пневматические миномёты сыграли свою роль, позволив отработать тактику применения такого оружия. Кроме того, их специфическим, но весьма важным в условиях «окопной войны» преимуществом была почти полная бесшумность выстрела, благодаря чему выстрел из такого миномёта не сопровождался немедленным ответным огнём в сторону источника шума.
В настоящее время пневматическая артиллерия находится далеко за пределами возможности эффективного боевого использования. Тем не менее, её карьера продолжается «на гражданке», чему способствует появление недорогих и широкодоступных источников сжатого воздуха под давлением до 200 атм. Так, мощные (калибр 400 мм, снаряд весом около 150 кг разгоняется до 300 м/с) пневматические пушки используются для испытания парашютов, а в Канаде пневматическая артиллерия постепенно вытесняет пороховые орудия военного образца в качестве инструмента для борьбы с лавинами, причём ключевым фактором, как и больше ста лет назад, оказалась безопасность обращения.
В России созданы пневматические линемёты, предназначенные для спасения на водах и решения других специальных задач.
Наконец, нельзя не упомянуть о таком явлении, как развлекательная стрельба на дальность и точность из гигантских пневматических пушек (Pumpkin Cannon) тыквами и аналогичными предметами, что является достаточно популярным хобби в США.